# Band plan
Il Band Plan (o Piano delle frequenze) è un elenco emesso dal Ministero dello sviluppo economico che disciplina l'utilizzo delle frequenze radio in Italia

## Frequenze a disposizione dei radioamatori in Italia
- 135,5 - 137,8 kHz	      secondario	                          1 W erp	max. 1 W erp
- 472 – 479 kHz	        secondario	        1 W
- 1830 – 1850 kHz	        PRIMARIO	        500 W
- 3500 – 3800 kHz	        secondario	        500 W
- 7000 – 7200 kHz	        PRIMARIO	        500 W	                              Più servizio satelliti
- 10,100 - 10,150 MHz	secondario	        500 W
- 14 - 14,350 MHz	        PRIMARIO	        500 W	                              Più servizio satelliti
- 18,068 - 18,168 MHz	PRIMARIO	500 W	Più servizio satelliti
- 21 - 21,450 MHz	PRIMARIO	500 W	Più servizio satelliti
- 24,890 - 24,990 MHz	PRIMARIO	500 W	Più servizio satelliti
- 28 - 29,7 MHz	PRIMARIO	500 W	Più servizio satelliti
- 50 - 51 MHz	secondario	500 W
- 144 - 146 MHz	PRIMARIO	500 W	Più servizio satelliti
- 430 - 434 MHz	secondario	500 W
- 435 - 436 MHz	PRIMARIO	500 W	Più servizio satelliti
- 436 - 438 MHz	secondario	500 W	Solo servizio satelliti
- 1240 - 1245 MHz	secondario	500 W
- 1267 - 1270 MHz	secondario	500 W	Più servizio satelliti
- 1270 - 1298 MHz	secondario	500 W
- 2300 - 2440 MHz	secondario	500 W
- 2440 - 2450 MHz	esclusivo	500 W	Più servizio satelliti
- 5650 - 5670 MHz	secondario	500 W	Solo servizio satelliti
- 5760 - 5770 MHz	PRIMARIO	500 W
- 5830 - 5850 MHz	secondario	500 W	Più servizio satelliti
- 10,3 - 10,45 GHz	esclusivo	500 W
- 10,45 - 10,50 GHz	esclusivo	500 W	Più servizio satelliti
- 24- 24,05 GHz	PRIMARIO	500 W	Più servizio satelliti
- 47 - 47,20 GHz	PRIMARIO	500 W	Più servizio satelliti
- 75,50 – 76 GHz	PRIMARIO	500 W
- 76 - 77,5 GHz	secondario	500 W	Più servizio satelliti
- 77,5 – 78 GHz	PRIMARIO	500 W	Più servizio satelliti
- 78 - 81,5 GHz	secondario	500 W	Più servizio satelliti
- 122,5 – 123 GHz	secondario	500 W
- 134 – 136 GHz	PRIMARIO	500 W	Più servizio satelliti
- 136 – 141 GHz	secondario	500 W	Più servizio satelliti
- 241 – 248 GHz	secondario	500 W	Più servizio satelliti
- 248 – 250 GHz	PRIMARIO	500 W	Più servizio satelliti